# Fußball-Weltmeisterschaft 1930/Peru
Dieser Artikel behandelt die Peruanische Fußballnationalmannschaft bei der Fußball-Weltmeisterschaft 1930.

## Qualifikation
Da Uruguay alle Teilnehmer persönlich einlud, gab es keine Qualifikation.

## Aufgebot
| Name                   | Damaliger Verein              | Geburtsdatum   | Sp.      | Tore     | Platzverw. |
| Torhüter               | Torhüter                      | Torhüter       | Torhüter | Torhüter | Torhüter   |
| ---------------------- | ----------------------------- | -------------- | -------- | -------- | ---------- |
| Jorge Pardón           | Sporting Tabaco               | 4. März 1905   | 1        | 0        | 0          |
| Juan Valdivieso        | Alianza Lima                  | 6. Mai 1910    | 1        | 0        | 0          |
| Abwehr                 |                               |                |          |          |            |
| Mario de las Casas     | Universitario de Deportes     | 31. Jan. 1901  | 2        | 0        | 0          |
| Arturo Fernández       | Universitario de Deportes     | 3. Feb. 1906   | 0        | 0        | 0          |
| Antonio Maquilón 1     | Sportivo Tarapacá Ferrocarril | 29. Nov. 1902  | 1        | 0        | 0          |
| Alberto Soria          | Alianza Lima                  | 10. März 1906  | 1        | 0        | 0          |
| Mittelfeld             |                               |                |          |          |            |
| Eduardo Astengo        | Universitario de Deportes     | 26. Juni 1905  | 1        | 0        | 0          |
| Alberto Denegri        | Universitario de Deportes     | 7. August 1906 | 2        | 0        | 0          |
| Plácido Galindo 1      | Universitario de Deportes     | 9. März 1906   | 2        | 0        | 1          |
| Domingo García         | Alianza Lima                  | 30. Nov. 1904  | 1        | 0        | 0          |
| Julio Quintana         | Alianza Lima                  | 13. Juli 1904  | 0        | 0        | 0          |
| Juan Alfonso Valle     | Italiano Lima                 | 1905           | 0        | 0        | 0          |
| Angriff                |                               |                |          |          |            |
| Carlos Cillóniz        | Universitario de Deportes     | 1. Juli 1910   | 0        | 0        | 0          |
| Jorge Góngora          | Universitario de Deportes     | 12. Okt. 1906  | 0        | 0        | 0          |
| José María Lavalle     | Alianza Lima                  | 21. Apr. 1902  | 2        | 0        | 0          |
| Julio Lores            | Necaxa                        | 15. Sep. 1908  | 2        | 0        | 0          |
| Demetrio Neyra         | Alianza Lima                  | 15. Dez. 1908  | 2        | 0        | 0          |
| Lizardo Rodríguez Nué  | Alianza Lima                  | 30. Aug. 1910  | 1        | 0        | 0          |
| Pablo Pacheco          | Universitario de Deportes     | 22. Juni 1908  | 0        | 0        | 0          |
| Jorge Sarmiento        | Alianza Lima                  | 2. Nov. 1900   | 0        | 0        | 0          |
| Luis de Souza Ferreira | Universitario de Deportes     | 6. Okt. 1908   | 2        | 1        | 0          |
| Alejandro Villanueva   | Alianza Lima                  | 4. Juni 1908   | 2        | 0        | 0          |
| Trainer                |                               |                |          |          |            |
| Francisco Bru          |                               | 12. Apr. 1885  |          |          |            |

## Spiele

### Vorrunde
| Pl. | Land     | Sp. | S | U | N | Tore    | Diff. | Punkte |
| --- | -------- | --- | - | - | - | ------- | ----- | ------ |
| 1.  | Uruguay  | 2   | 2 | 0 | 0 | 005:000 | +5    | 04:0   |
| 2.  | Rumänien | 2   | 1 | 0 | 1 | 003:500 | −2    | 02:20  |
| 3.  | Peru     | 2   | 0 | 0 | 2 | 001:400 | −3    | 0:40   |

|                                                       |   |      |           |
| Mo., 14. Juli 1930 um 14:50 Uhr im Estadio Pocitos    |   |      |           |
| Rumänien                                              | – | Peru | 3:1 (1:0) |
| Fr., 18. Juli 1930 um 14:30 Uhr im Estadio Centenario |   |      |           |
| Uruguay                                               | – | Peru | 1:0 (0:0) |

Der große Favorit der Gruppe 3 war Veranstalter Uruguay. Zuerst traten jedoch die beiden Gruppengegner Rumänien und Peru gegeneinander an. Gerade einmal 300 Menschen sahen die chancenlose 3:1-Niederlage der Südamerikaner. 70.000 Urus kamen jedoch zum Spiel ihres Teams gegen Peru. Der mühsame 1:0-Sieg wurde durch ein Tor von Halbrechts Castro in der 61. Minute gesichert. Peru war damit Gruppenletzter und schied mit zwei Niederlagen und einem Tor aus dem Turnier aus.